# Літо мотоциклістів
«Літо мотоциклістів» (латис. «Motociklu vasara») — латвійський радянський художній фільм 1975 року режисера Улдіса Браунса.

## Сюжет
У день 18-річчя Маріса, любляча мати подарувала йому мотоцикл, про який він давно мріяв. Разом з друзями Маріс вирушає подалі від міста, від усього звичного. В дорозі хлопці зустрічають весільну «Волгу». Учасники весілля стурбовані тим, щоб все було переконливо і благопристойно. І тільки наречена безтурботна. Познайомившись з Марісом, вона тікає від нареченого і їде з новим знайомим. Провівши разом з Інесе два дні, Маріс розуміє, що полюбив дівчину. Але Інесе, пам'ятаючи слова своєї бабусі про те, що не варто дівчині поспішати з вибором супутника життя, непомітно йде від Маріса…

## У ролях
- Інесе Янсон —  Інесе
- Петеріс Гаудіньш —  Маріс
- Астрід Кайріша — матір Маріса
- Карліс Себріс — лісник
- Беніта Озоліня — бабуся
- Роландс Загорскіс — жених
- Вайроніс Яканс — гід
- Паул Буткевич — гість на весіллі
- Ольгерт Кродерс — доктор Земітіс

## Знімальна група
- Автор сценарію: Андріс Якубанс, Елмарс Ансонс
- Режисер-постановник: Улдіс Браунс
- Оператори-постановники: Івар Селецкіс, Калвіс Залцманіс
- Художник: Улдіс Паузерс
- Композитор: Маргер Заріньш